# Eurostyle
Eurostyle Costruzione Carrozzerie e Automobili (kurz: Eurostyle) war ein kurzlebiger italienischer Hersteller von Automobilkarosserien aus Turin, der in erster Linie Ausstellungsstücke produzierte. Nur in einem Fall kam es zu einer begrenzten Serienfertigung. Eurostyle gestaltete keine eigenen Entwürfe, sondern setzte lediglich die Kreationen verschiedener Designer handwerklich um.

## Unternehmensgeschichte

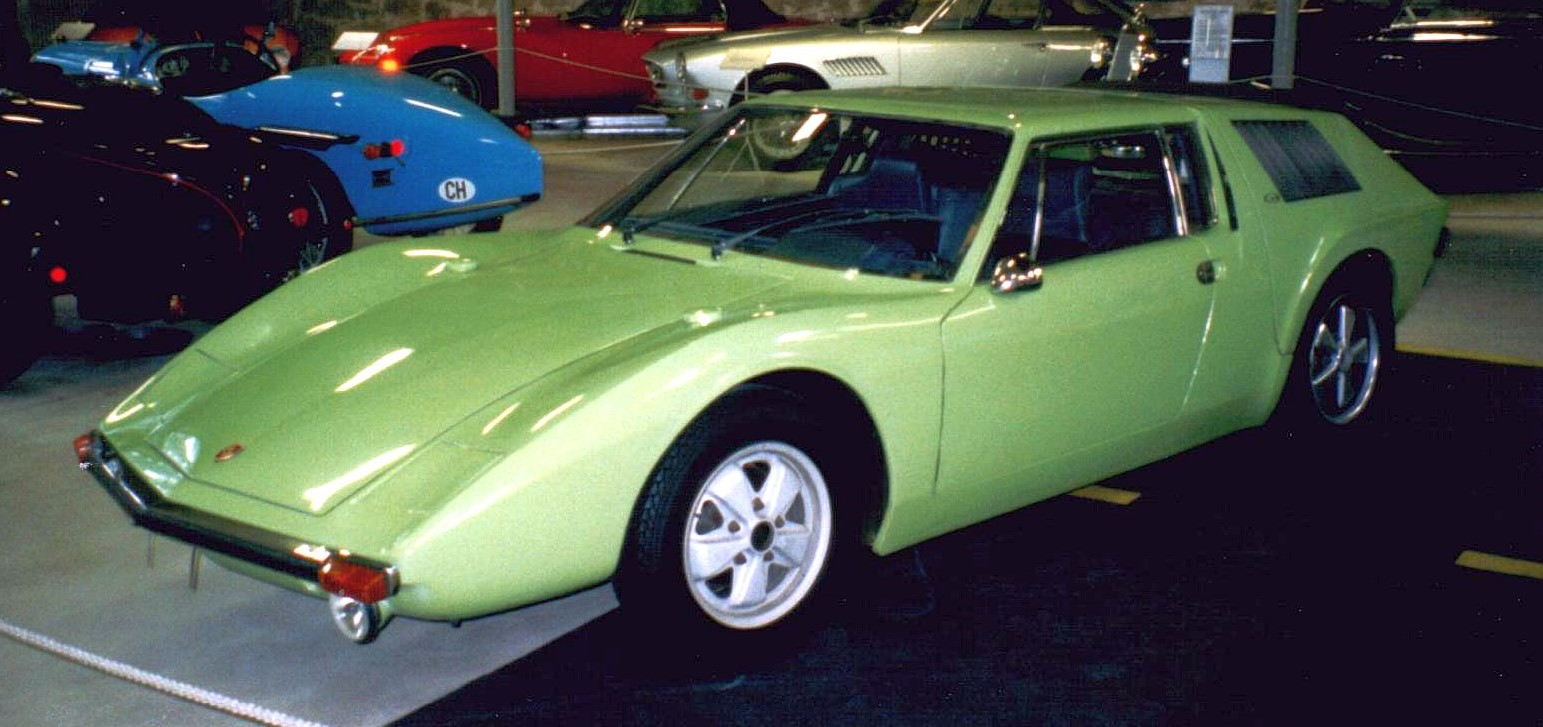
Porsche 914 von Eurostyle

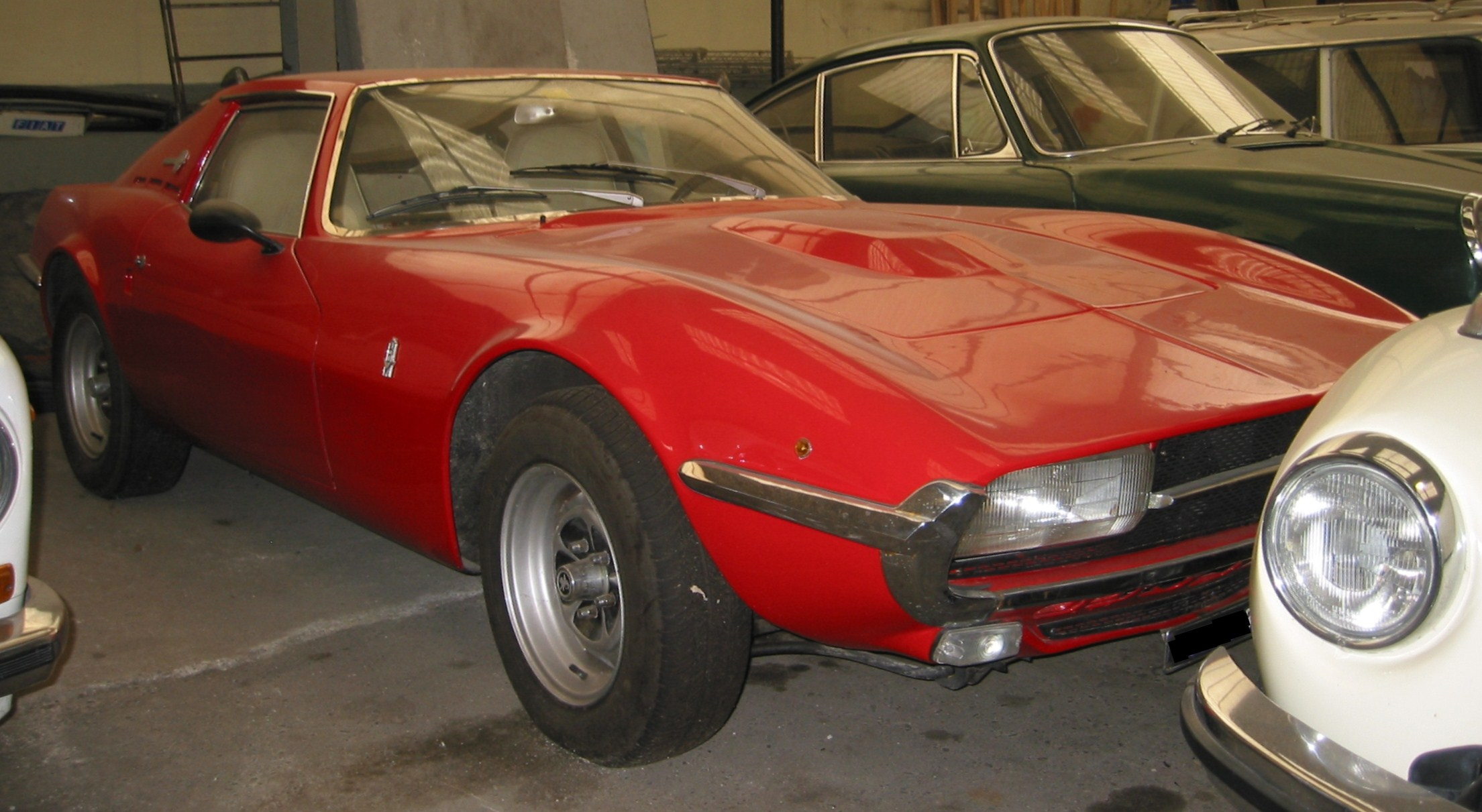
LMX 2300 HCS

Eurostyle wurde 1968 von Mario Gatto und Gino Marega gegründet. 
Im Debütjahr fertigte das Unternehmen den Eurostyle 1600, ein Ausstellungsstück auf der Basis des Fiat 125 mit Fließheckkarosserie. Im folgenden Jahr entstand bei Eurostyle der Porsche 914 Kombi mit Klappscheinwerfern und Steilheck, der einem Entwurf von Albrecht Graf von Goertz folgte und das Thema des Ferrari 250 GT SWB Breadvan  variierte. Der Wagen wurde auf dem Turiner Autosalon 1970 gezeigt. Eine Serienfertigung war nicht geplant. 1970 baute Eurostyle schließlich den NSU Nergal.
Das einzige Modell, das Eurostyle in Serie fertigte, war der von L.M.X. Automobile konzipierte und von Franco Scaglione entworfene Sportwagen LMX 2300 HCS. Von 1968 bis 1972 oder 1973 entstanden je nach Quelle zwischen 20 und 50 Fahrzeuge des Coupés mit Kunststoffkarosserie. Nach der Insolvenz von L.M.X. übernahm SAMAS das Projekt und verkaufte noch einmal etwa 20 dieser Fahrzeuge, die nun die Bezeichnung Sirex LMS hatten. Wahrscheinlich handelte es sich dabei um Autos, die Eurostyle bereits 1973 fertiggestellt hatte.
Eurostyle stellte den Betrieb zusammen mit L.M.X. im Laufe des Jahres 1973 ein.

## Einzelheiten zu den von Eurostyle gebauten Fahrzeugen
- Eurostyle Fiat Hidalgo 1000 (1968): Er war ein niedriges und sehr sportliches Coupé auf Basis des Fiat 850, gedacht als Alternative zum 850 Coupé der zweiten Serie. Sein Motor war auf 1,0 Liter Hubraum aufgebohrt. Optische Besonderheit war eine originelle, polarisierende lange Front mit rechteckigen, relativ nahe beieinander stehenden Frontscheinwerfern und großer Acrylglas-Abdeckung zwischen den Kotflügeln. Die öffentliche Premiere erfolgte auf dem Turiner Autosalon 1968. Er blieb möglicherweise ein Einzelstück.[2][3][4]

- Eurostyle Fiat 125 City (1968): Er war ein Fließheckcoupé mit 2 + 2 Sitzen, großen Fensterflächen und sportlichem Charakter auf Basis des kantigen viertürigen Fiat 125; von ihm stammte auch die Windschutzscheibe. Optische Besonderheit war wiederum eine originelle, polarisierende Front mit rechteckigen, relativ nahe beieinander stehenden Frontscheinwerfern unter aerodynamisch gebogenen Acrylglasabdeckungen. Die öffentliche Premiere erfolgte ebenfalls auf dem Turiner Autosalon 1968. Auch er blieb möglicherweise ein Einzelstück.[5][6][4]

- LMX 2300 HCS (1968):

- Eurostyle Fiat 1000 Coupé (1969): Er ähnelte konzeptionell stark dem Hidalgo 1000 aus dem Vorjahr. Neu waren die gesamte Front, nun mit großen Rundscheinwerfern unter ovalen Acrylglasabdeckungen, und modische Schweller mit jeweils einer Reihe von neun großen runden Löchern zur scheinbaren Gewichtseinsparung. Neu war auch das Heck mit kleineren Seitenfenstern, seitlichen Kühllufteinlässen vor den hinteren Radhäusern und Abluftöffnungen in den breiten C-Säulen. Die öffentliche Premiere erfolgte auf dem Turiner Autosalon 1969. Auch er blieb vermutlich ein Einzelstück. Unklar ist, ob er vollständig neu aufgebaut wurde oder durch Umbau und Neulackierung des Hidalgo 1000 entstand.[7][4]

- Eurostyle Fiat 125 Coupé (1969): Er ähnelte konzeptionell sehr stark dem 125 City aus dem Vorjahr. Neu war auch hier die gesamte Front, nun mit einem leicht nach unten geneigten Kühlergrill, etwas vertieft eingebauten Scheinwerfern ohne Abdeckungen und einem umlaufenden Stoßfänger ähnlich dem LMX 2300 HCS. Die öffentliche Premiere erfolgte ebenfalls auf dem Turiner Autosalon 1969. Auch er blieb vermutlich ein Einzelstück. Unklar ist auch hier, ob er vollständig neu aufgebaut wurde oder durch Umbau und Neulackierung des 125 City entstand.[5][4]

- Eurostyle VW-Porsche 914 bzw. 914/6 Coupé (1970): Er war ein sportlicher zweisitziger Wagen mit tief heruntergezogener, spitzer Front und Klappscheinwerfern. Technische Basis war der kurz zuvor präsentierte Mittelmotor-Sportwagen VW-Porsche 914 bzw. 914/6. Besonderheit war ein kombiartiges Heck, wobei die Heckscheibe weit nach innen zwischen die C-Säulen verlegt und fest montiert war. Dies ermöglichte einen Zugang zu dem hinteren Kofferraum über eine konventionelle Kofferraumhaube. Der Raum über dem Mittelmotor konnte gleichfalls als Stauraum genutzt werden und war seitlich über zwei Klappen zugänglich, die durch schwarze Kunststofflamellen verkleidet waren und elektrisch betätigt wurden. Für einen leichten Zugang zum Motor – ein Kritikpunkt am serienmäßigen VW-Porsche – konnte die gesamte Heckverkleidung nach hinten hochgeschwenkt werden. Das Interieur blieb hingegen unverändert, ebenso die Rad/Reifen-Kombination mit Fuchsfelgen. Das Konzept und Fahrzeugdesign stammte von dem deutschen Gestalter Albrecht Graf von Goertz im Auftrag von Eurostyle. Die öffentliche Premiere erfolgte auf dem Turiner Autosalon 1970. Von ihm entstanden zwei Exemplare, je eines in gelber und in silberfarbener Lackierung.[8][9][4]

Die Hoffnung, Porsche von einer Kleinserienfertigung zu überzeugen, erfüllte sich nicht. Graf von Goertz nutzte eines der beiden Fahrzeuge mit Porsche-Sechszylindermotor, nun hellgrün lackiert, über einige Jahre mit regulärer Straßenzulassung für private Zwecke. Mit einem Kilometerstand von 17.208 schenkte er es dem Deutschen Auto-Museum Schloss Langenburg, wo es Teil der Schausammlung ist.
- Eurostyle NSU Nergal (1970): Er war ein kantiges, von Sessano Associates gestaltetes Fließheckcoupé mit Klappscheinwerfern, das als stilistischer Vorläufer des Seat 1200 Sport Coupé gilt. Der zweitürige Viersitzer entstand mit Unterstützung von Glasurit Italiana, einer Tochtergesellschaft des deutschen Lackherstellers Glasurit, auf der Basis eines NSU 1200.[11]